# Architis erwini
Architis erwini là một loài nhện trong họ Pisauridae.
Loài này thuộc chi Architis. Architis erwini được miêu tả năm 2007 bởi Santos.